# Orothrips kelloggii
Orothrips kelloggii är en insektsart som beskrevs av Dudley Moulton 1907. Orothrips kelloggii ingår i släktet Orothrips och familjen rovtripsar. Inga underarter finns listade i Catalogue of Life.